# Ceroxys friasi
Ceroxys friasi är en tvåvingeart som beskrevs av Steyskal 1991. Ceroxys friasi ingår i släktet Ceroxys och familjen fläckflugor. Inga underarter finns listade i Catalogue of Life.